# Yasuhisa Hara
Yasuhisa Hara (原泰久?, Hara Yasuhisa; Kiyama, 9 giugno 1975) è un fumettista giapponese. È conosciuto a livello internazionale soprattutto per il manga Kingdom, vincitore del Premio culturale Osamu Tezuka nel 2013.

## Biografia
Nato a Kiyama nella Prefettura di Saga, si laurea presso il dipartimento di Arte e Design dell'Università di Kyūshū. Appassionato di arti grafiche sin dall'adolescenza, dopo un iniziale impiego come programmatore nei primi tre anni successivi alla laurea, Hara decide di intraprendere la carriera di mangaka. Dopo un periodo di gavetta in cui lavora come assistente presso lo studio di Takehiko Inoue, debutta professionalmente con una serie di racconti brevi pubblicati tra il 1999 e il 2005 sulla rivista Weekly Young Jump e in edizioni speciali di Young Magazine: Matsu (於莵松?), Senkoki (仙子記?), Kimu Tsuyoshi (金剛?), Umashuhei san hyaku (馬酒兵三百?), Ri maki (李牧?), Mō Takeshi to So-shi (蒙武と楚子?).
Nel gennaio 2006, Hara avvia su Weekly Young Jump la serializzazione dell'opera che lo consacra come una figura di spicco nel panorama fumettistico giapponese contemporaneo: Kingdom, epopea ambientata in Cina durante il periodo degli stati combattenti (475-221 a.C.), tuttora in corso di pubblicazione e raccolto in oltre 60 volumi tankōbon, vincerà il Premio culturale Osamu Tezuka nel 2013 e verrà adattato in due serie televisive animate e in un videogioco per PlayStation Portable e due film, uno del 2016 e uno del 2019 entrambi dal titolo "Kingdom". Il sequel del film del 2019 è stato annunciato per il 2021. Hara è un appassionato conoscitore della storia cinese.

## Opere
- Matsu (於莵松?), volume separato Young Magazine No.1, (1999)
- Senkoki (仙子記?), volume separato Young Magazine No.22, (2001)
- Kimu Tsuyoshi (金剛?), Young Jump supplement cartoon Vol. 36, (2003)
- Umashuhei san hyaku (馬酒兵三百?), Young Jump supplement cartoon Vol. 37, (2004)
- Ri maki (李牧?), Weekly Young Jump No. 18, (2004)
- Mō Takeshi to So-shi (蒙武と楚子?), Weekly Young Jump No. 15, (2005)
- Kingdom (キングダム?) (2006-in corso)